# Роздяловский, Василий Иванович
Васи́лий Ива́нович Роздяло́вский (12 апреля 1914, Гродненская губерния, Российская империя — 23 июня 2007) — советский учёный в области теоретической и строительной механики и сопротивления материалов. Участник Второй мировой войны.

## Биография
Василий Роздяловский родился 12 апреля 1914 года в Гродненской губернии Российской империи (ныне Брестская область Белоруссии) в семье студента лесного института Ивана Васильевича Роздяловского и учительницы Марии Степановны. Во время Первой мировой войны в 1915 году семья эвакуировалась в Екатеринослав. В 1916 году отец Василия окончил Харьковский сельскохозяйственный институт, и семья, переехав в Смоленскую губернию, в 1923 году окончательно осела в Рославле.
После окончания в Рославле средней школы Василий Роздяловский работал рабочим связи на строительстве железной дороги. В 1931 году поступил на третий курс рославльского вечернего рабфака, после окончания которого в 1933 году поступил в Московский институт инженеров железнодорожного транспорта. В 1939 году окончил институт и был направлен по распределению в московскую контору по проектированию Байкало-Амурской магистрали. Через короткое время был призван в Красную армию в железнодорожные войска Забайкальского военного округа. Начав рядовым, окончил службу инженер-капитаном. Участвовал в военных действиях Второй мировой войны на Карельском фронте в 1943—1944 годах. Как военный инженер занимался восстановлением железнодорожных путей на Украине, завершив службу в Днепропетровске в 1946 году. За время военной службы был награждён двумя орденами и двенадцатью медалями.
В 1946—1953 годах работал в проектном институте «Приднепровский Промстройпроект» в Днепропетровске. В 1953 году возглавил кафедру строительных материалов и работ инженерного факультета Днепропетровского сельскохозяйственного института; в 1955 году было присвоено звание доцента. В 1955 году факультет был ликвидирован, и Роздяловский перешёл в Днепропетровский химико-технологический институт на должность доцента кафедры теоретической механики и сопротивления материалов. С 1963 года до выхода на пенсию в 1979 году работал в Днепропетровском горном институте на должности доцента кафедры теоретической и строительной механики, где преподавал теоретическую механику, сопротивление материалов, строительную механику и занимался научно-исследовательской работой. В 1965—1967 годах преподавал в Камбодже; командор Королевского ордена Камбоджи.
Умер 23 июня 2007 года в возрасте 93 лет.

## Награды
- Медаль «За оборону Советского Заполярья» (1945)[3][1]
- Медаль «За победу над Германией в Великой Отечественной войне 1941—1945 гг.»[1]
- Медаль «За восстановление предприятий чёрной металлургии юга»[1]
- Командор Королевского ордена Камбоджи[1]